# Agostino Ciampelli
Agostino Ciampelli ou Agostino Ciampelio Fiorentino (Florence, 29 août 1565 – Rome, 22 avril 1630) était un peintre italien de la fin du XVIe et du début du XVIIe siècle appartenant à l'école florentine.

## Biographie
Élève de Santi di Tito, l'un des artistes principaux de la contre-réforme à Florence et anti-maniériste. Il lui apprend la mode conservatrice et dévote dans le traitement des sujets religieux qui caractérisent la réforme florentine. Ciampelli est ensuite décrit comme le seul vrai artiste de Santi di Tito dont le style a laissé sur lui une profonde influence pour la majeure partie de sa carrière.
Il est admis à l'Accademia dell'Arte del Disegno de Florence en  1585.
Ses premiers travaux connus sont les peintures pour un arc de triomphe provisoire érigé pour l'arrivée de Christine de Lorraine à Florence en 1589, une partie d'une série de peintures de Santi di Tito et de ses élèves.
Il part ensuite à Rome en 1594 pour la plus grande partie de sa vie. Il vit dans le palais du cardinal Alessandro de Médicis, pape en 1605 sous le nom de Léon XI, et décédé la même année. Il travaille à l'église du Gesù, à Saint-Jean-de-Latran, à San Vitale, San Giovanni de Fiorentini, entre autres.
En 1629, il fut nommé Soprastante della Fabbrica di San Pietro, aux côtés du Bernin.

## Œuvres
- Annonciation, estampe en grisaille (Pinceau, lavis verdâtre, rehauts de blanc, sur papier lavé vert. 278 × 233 mm) conservée à la Bibliothèque nationale de France
- Études en grisaille conservées  au département des arts graphiques du musée du Louvre à Paris :
  - Adoration de la Vierge à l'Enfant par sainte Catherine et saint André
  - Le Mariage de la Vierge
  - Les Noces de Cana
  - Présentation de la Vierge au Temple
- Église San Vitale (Rome)
  - Torture de saint Vitalis (1595)
  - Martyre de saint Vitalis (1595)
- Les retables de San Demetria et San Dafrosa et les fresques à l'église Santa Bibiana (Rome)
- Les armes  du pape Clément VIII à la  Chiesa di San  Prassede
- Fresques de l'Église du Gesù
- Partie gauche du retable à San Marcello Pistoiese, Pieve di San Marcello - Pistoia